# James H. Schmitz

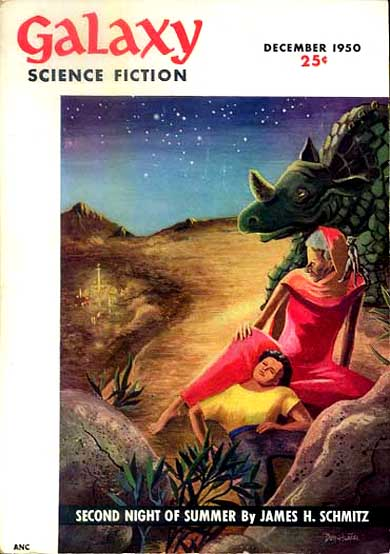
Schmitz The Second Night of Summer, az Agent of Vega sorozat egy darabja a Galaxy Science Fiction 1950. évi 3. száma címlapján

James Henry Schmitz (Hamburg, 1911. október 15. – Los Angeles, 1981. április 18.) amerikai tudományos-fantasztikus író.

## Élete
Hamburgban született, amerikai szülők gyermeke volt. A hamburgi Reálgimnáziumban tanult, felnőtt korára tökéletesen beszélt angolul és németül. Családja az első világháború alatt az Egyesült Államokban volt, majd visszatért Németországba. Schmitz 1930-ban Chicagóba utazott, hogy üzleti tanulmányokat folytasson, de hamarosan újságírói levelező tanfolyamba kezdett. Mivel a nagy gazdasági világválság alatt nem tudott munkát találni, visszatért Németországba, hogy apja társaságában dolgozzon. Több német városban élt, az International Harvester Company munkatársa volt. A család nem sokkal a második világháború kitörése előtt hagyta el Németországot. A háború alatt a csendes-óceáni hadszíntéren mint légifotós szolgált, a háború után 1949-ig testvéreivel együtt egy utánfutókat gyártó vállalkozást vezetett. Kaliforniában telepedett le, ahol haláláig élt. Öt hét kórházi tartózkodás után tüdőbetegségben hunyt el. Felesége Betty Mae Chapman Schmitz volt.
Leginkább novellákat írt, amelyek elsősorban a Galaxy Science Fiction és az Astounding Science-Fiction című magazinokban jelentek meg. A Gale kiadó Biography in Context című kötetében úgy jellemzik, mint "iparos írót, aki már húsz éve működik közre a tudományos-fantasztikus lapokban". Legismertebb munkái űroperák, hangsúlyosak bennük az erős női szereplők (mint például Telzey Amberdon és Trigger Argee), akik nem feleltek meg a kor űroperái sztereotíp "bajba került szépség" nőábrázolásának. Nyomtatásban először Greenface című írása jelent meg. Munkái többsége a Hub sorozat része, azonban az a regény, amelyet legjobb munkájának tartanak nem e sorozat része (The Witches of Karres). A mű pszi-hatalommal rendelkező, fiatalkorú "boszorkányokról" és a rabszolgaságból való menekülésről szól. A regényt Hugo-díjra jelölték.

## Magyarul megjelent művei
- Nem akarunk semmi bajt (novella, Galaktika 14., 1975)
- Közös idő (novella, Metagalaktika 3., 1982)

## Külső hivatkozások
- Néhány munkája online
- Róla, illetve általa írott munkák az archive.org-on
- Néhány műve hangoskönyv-formában

## Fordítás
- Ez a szócikk részben vagy egészben  a   James H. Schmitz című angol Wikipédia-szócikk ezen változatának fordításán alapul.  Az eredeti cikk szerkesztőit annak laptörténete sorolja fel. Ez a jelzés csupán a megfogalmazás eredetét és a szerzői jogokat jelzi, nem szolgál a cikkben szereplő információk forrásmegjelöléseként.